# Paul Croes
Pauldrick François Teodoric Croes (7 november 1976) is een Arubaans politicus. In het tweede kabinet Mike Eman was hij minister van Sociale Zaken, Jeugdbeleid en Arbeid. Hij is lid van de Arubaanse Volkspartij (AVP).

## Carrière
De op Aruba geboren Croes vertrok na het voorbereidend wetenschappelijk onderwijs (VWO) naar Nederland om politieke wetenschappen te studeren. Tijdens zijn studie aan de Universiteit van Amsterdam specialiseerde hij zich in internationale politiek en internationale economie. Na het behalen van zijn diploma in 2002 werkte hij bij de Directie Westelijk Halfrond van het Nederlandse Ministerie van Buitenlandse Zaken en later op Aruba bij het departement Buitenlandse Betrekkingen.

## Statenlid
Croes, neef (oomzegger) van Betico Croes en Hendrik Croes, werd politiek actief voor de Arubaanse Volkspartij en nam deel aan de verkiezingen van 2009. Op 30 oktober 2009 werd Croes als statenlid beëdigd. Nadat Andy Lee onverwacht als statenvoorzitter en statenlid opstapte werd hij gekozen tot voorzitter. Op 33-jarige leeftijd was Croes de jongste voorzitter in de geschiedenis van het Arubaans parlement. Hij diende in deze functie van 21 juni 2010 tot 30 oktober 2013.

## Minister
Na de verkiezingen van 2013 werd Croes minister van Sociale Zaken, Jeugdbeleid en Arbeid in het tweede kabinet van premier Mike Eman. Croes verklaarde dat hij zich wilde concentreren op misbruik van kinderen, huiselijk geweld en armoede en een verhoging van de arbeidsproductiviteit. Zijn ambtstermijn eindigde met het aantreden van het kabinet Wever-Croes I op 17 november 2017.

### Publicaties
In januari 2015 maakte een journalist van de krant Solo di Pueblo aantijgingen tegen Croes over corruptie bij uitgifte van werkvergunningen. Croes ontkende de beschuldigingen en eiste en kreeg een rectificatie in de krant. Ook de Nederlandse krant De Telegraaf berichtte op 31 oktober 2015 over de zaak. Het kabinet Mike Eman II ontkende vervolgens de beschuldigingen.

### Zaak Ibis
Op 28 maart 2017 werd bekend dat Croes verdacht was van ambtelijke corruptie, misbruik van functie en mensensmokkel nadat zijn woning en die van anderen waren doorzocht. In afwachting van het strafrechtelijk onderzoek, "Ibis" genaamd, legde Croes op 31 maart 2017 zijn werkzaamheden tijdelijk neer. Zijn portefeuille werd vervolgens vanaf 12 mei 2017 door de minister van Financiën waargenomen. Op 21 augustus 2017 werd Croes gearresteerd op verdenking van corruptie. Twee dagen later verklaarde premier Eman dat Croes het ministersambt vooralsnog kon behouden, echter bij de verkiezingen van 22 september 2017 kwam Croes niet voor op de kieslijst van de AVP. Croes werd vrijgelaten op 14 november 2017 in afwachting van de inhoudelijke behandeling van de zaak. Tijdens de eerste regiezitting op 23 mei 2018 verklaarde Croes zich meer als slachtoffer te zien vanwege het ontbreken van wetgeving die de financiering van de Arubaanse politieke partijen regelt. Op 22 februari 2019 is Croes tot 4 jaar cel veroordeeld, daarnaast mag hij 9 jaar lang geen politieke functie uitoefenen of in overheidsdienst te werken. Tegen dit vonnis tekenden zowel Croes als het Openbaar Ministerie hoger beroep aan. Na de inhoudelijke behandeling in september 2021 werd Croes schuldig bevonden voor alle zes delicten, inbegrepen het delict waarvoor hij eerder was vrijgesproken, maar kreeg met het opleggen van 3 jaar gevangenisstraf een jaar strafvermindering. Ook tegen dit vonnis is Croes in cassatie gegaan, welke zaak hij verloor. Sedert 21 februari 2023 zit hij zijn straf uit in het Correctie Instituut Aruba (KIA).
John Booi · 
Pedro Bislip · 
Hector Gonzalez · 
Felix Flanegien · 
Marco Christiaans ·
Booshi Wever ·
Eddy Croes · 
Frido Croes · 
Marlon Werleman · 
Rudy Croes · 
Mervin Wyatt-Ras · 
Andy Lee · 
Paul Croes · 
Marisol Lopez-Tromp ·
Mervin Wyatt-Ras ·  
Guillfred Besaril · 
Ady Thijsen ·
Edgard Vrolijk